# Мэншн Хаус (станция метро)
Мэншн Хаус (англ. Mansion House) — станция лондонского метро в районе города, именуемом Лондонский Сити. Названа так, потому что находится в непосредственной близи к Мэншн Хаус (резиденция лорд-мэра). На станции останавливаются поезда двух линий метро: «Дистрикт» и Кольцевой. Находится между станциями Блэкфриарс и Кэннон-стрит. Станция находится на пересечении Квин-Виктория-стрит и Кэннон-стрит. Станция не рассчитана на инвалидов-колясочников. Имеет только один зал для продажи билетов. Относится к первой тарифной зоне.

## История станции
Станция была открыта 3 июля 1871 компанией Метрополитэн Дистрикт Рейлвэй (МДР), когда линия была продлена от Вестминстер до Блэкфриарс. Станция стала новой восточной конечной линии, что обслуживал компания МДР.
После пересечения МДР с Метрополитен Рэйлвэй (МР) на Южном Кенсигтоне было образовано внутреннее кольцо.
1 февраля 1872 МДР открыла ветку на север от Эрлс-Корт, которая соединяла её по Вест Лондон Экстеншн Джоинт Рэйлвэй с Эдисон Роуд. С тех пор внешнее кольцо состояло из путей, принадлежавших МДР.
С 1 августа 1872 началась эксплуатация среднего кольца, что проходило от Мургейт вдоль путей МР севернее внутреннего кольца до Педдингтон. Затем по линии Хаммерсмит и Сити до Лейтимер Роуд, затем по ныне демонтированной линии от Вест Лондона до Эдисон Роуд и по МДР до Мэнсон Хаус.
10 октября 1884 МДР и МР совместно открыли станцию Марк Лейн (сейчас закрыта), таким образом завершив внутреннее кольцо.
30 июня 1900 года среднее кольцо было разорвано между Эрлс-Корт и Мэншен-Хаус. А 31 декабря 1908 было разорвано внешнее кольцо.
В 1920-х станция была перестроена по дизайну Чарльза Холдена. На станции появился высокий экран из стекла с символом метро посредине.
В 1949 появилась кольцевая линия.
29 октября 1989 станцию закрывали на реставрацию и для сооружения нового выхода. Вновь открыта для пассажиров 11 февраля 1991.